# Timbres de Monaco émis en 2007
Les timbres de Monaco émis en 2007 sont les timbres postaux émis par l'Office des émissions de timbres-poste (OETP) de la principauté de Monaco sur l'année 2007.

## Généralités
Les émissions portent la mention « Monaco - La Poste - Phil@poste 2007 » (pays ; autorité postale émettrice ; imprimeur et année) et une valeur faciale libellée en euro (€). Ils sont en usage sur les plis en provenance de ce pays indépendant, même si le service postal est assuré par La Poste française.
Le programme philatélique est décidé par une commission au sein de l'Office des émissions de timbres-poste (OETP) et accepté par le prince Albert II. L'impression est réalisée en France par Phil@poste Boulazac. La vente des timbres aux collectionneurs est faite par l'OETP, ainsi que par Phil@poste en France.
À l'occasion de l'exposition philatélique MonacoPhil' en décembre 2006 et pour disposer rapidement de timbres correspondant aux nouveaux tarifs postaux du 1er octobre 2006, vingt-quatre des timbres du programme philatélique de 2007 ont été émis le 1er décembre 2006. Ils portent la mention d'imprimerie « Phil@poste 2007 ». Les deux derniers timbres émis en novembre et décembre 2007 portent, eux, le millésime « 2008 ».

### Tarifs
Les tarifs sont ceux appliqués par La Poste au départ de la France métropolitaine, en vigueur depuis la 1re octobre 2006. Voici les tarifs réalisables avec les timbres émis en 2007.
Tarifs intérieurs et vers la France, son outre-mer (jusqu'à 20 grammes), et Andorre :
- 0,49 € : lettre non prioritaire de moins de 20 grammes.
- 0,54 € : lettre prioritaire de moins de 20 grammes.
- 0,70 € : lettre non prioritaire de 20 à 50 grammes.
- 0,86 € : lettre prioritaire de 20 à 50 grammes.
- 2,90 € : lettre prioritaire de 250 à 500 grammes.
- 4,54 € : lettre recommandée de moins de 20 grammes au taux d'assurance R3.

Tarifs pour l'étranger :
- 0,60 € : lettre prioritaire de moins de 20 grammes vers la zone 1 (Union européenne, Liechtenstein, Saint-Marin, Suisse et Vatican).
- 0,85 € : lettre prioritaire de moins de 20 grammes vers la zone 2 (reste du monde).
- 1,15 € : lettre prioritaire de 20 à 50 grammes vers la zone 1.
- 1,40 € : lettre prioritaire de 50 à 100 grammes vers la zone 1.

## Légende
Pour chaque timbre, le texte rapporte les informations suivantes :
- date d'émission, valeur faciale et description,
- formes de vente,
- artistes concepteurs et genèse du projet,
- manifestation premier jour,
- date de retrait, tirage et chiffres de vente,

ainsi que les informations utiles pour une émission donnée.

## Mars

### Giuseppe Garibaldi 1807-1882
Le 16 mars, est émis un timbre de 1,40 € pour le bicentenaire de la naissance de Giuseppe Garibaldi, combattant de l'unification de l'Italie, au XIXe siècle. L'illustration est un portrait placé à gauche, avec la signature de Garibaldi en haut à droite.
Le timbre de 4 × 3 cm est dessiné par Irio Ottavio Fantini et gravé par Pierre Albuisson. Il est imprimé en taille-douce en feuille de dix exemplaires.

### Carlo Goldoni 1707-1793
Le 16 mars, est émis un timbre de 4,54 € pour le tricentenaire de la naissance du Carlo Goldoni, auteur italien de comédie, adaptant les éléments de la commedia dell'arte. Son portrait est placé devant deux scènes : à droite, un Arlequin saluant le lecteur derrière l'épaule de Goldoni, et à gauche, une scène d'intrigue entre un homme et une femme près d'un pont et d'un canal. Quatre titres d'œuvres de Goldoni sont listés sur le timbre : La locandiera, La villegiatura, Le Bourru bienfaisant (composé en français) et son autobiographie Mémoires pour servir à l'histoire de ma vie et à celle du théâtre.
Le timbre de 4 × 3 cm est dessiné par Irio Ottavio Fantini. L'impression est réalisée en offset et en sérigraphie en feuille de dix.

## Avril

### Comité olympique monégasque 1907-2007
Le 2 avril, est émis un timbre commémoratif de 0,60 € pour le centenaire du Comité olympique monégasque (COM). Sur un fond bleu clair, sont disposés le blason du Comité (une partie des armoiries de Monaco et les anneaux olympiques) et le portrait en médaillon d'Albert Gautier-Vignal, fondateur du COM. Dans les coins inférieurs, deux sites rappellent l'engagement olympique et sportif de la principauté : le palais de Monaco dont l'occupant actuel, le prince Albert II a participé aux jeux olympiques d'hiver et est le président du COM, et le stade Louis-II.
Le timbre de 4 × 3 cm est conçu par Robert Prat et imprimé en héliogravure en feuille de dix. Il utilise la même charte graphique que le timbre annonçant les Jeux des Petits États d'Europe, émis le même jour.

### XIIesJeux des Petits États d'Europe
Le 2 avril, est émis un timbre de 0,86 € pour annoncer les XIIes Jeux des Petits États d'Europe, organisés à Monaco du 4 au 9 juin 2007. Sur le même fond bleu clair que le timbre du centenaire du Comité olympique monégasque (COM) émis le même jour, le blason du COM est entouré des huit drapeaux des pays participants. Dans la colonne de gauche, se trouvent les drapeaux d'Andorre, d'Islande, du Luxembourg et de Monaco ; dans celle de droite, ceux de Chypre, du  Liechtenstein, de Malte et de Saint-Marin.
Le timbre de 4 × 3 cm est dessiné par Robert Prat et imprimé en héliogravure en feuille de dix exemplaires.

### Exposition canine internationale: "Le Dalmatien"
Le 2 avril, à l'occasion de l'Exposition canine internationale de Monaco les 13 et 14 avril 2007, est émis un timbre de 0,70 € représentant un dalmatien. L'exposition 2007 est consacrée en effet à cette race de chien et au Rhodesian Ridgeback. Les sigles « F.C.I. - S.C.M. » représentent la Fédération cynologique internationale et la Société canine de Monaco.
Le timbre de 4 × 3 cm est réalisé par Giuseppe Mazza et imprimé en héliogravure

## Mai

### Les années Grace Kelly
Le 4 mai, est émis un timbre de 0,85 € pour annoncer Les années Grace Kelly, exposition organisée au Grimaldi Forum du 12 juillet au 9 septembre 2007. Cette manifestation signale le 25e anniversaire de la mort, en septembre 1982, de l'épouse du prince Rainier III et mère de l'actuel prince Albert II. 
La photographie de l'actrice est mise en page par Teamoté sur un timbre de 4 × 5,2 cm imprimé en offset en feuille de six exemplaires.

### Europa: le scoutisme
Le 4 mai, dans le cadre de l'émission Europa, est émis un diptyque sur le thème annuel commun du 100e anniversaire du scoutisme. Les deux timbres de 0,60 € représentent deux éléments fondamentaux de ce mouvement : une veillée autour d'un feu de camp sur la figurine de gauche, et un double portrait du fondateur Robert Baden-Powell (150e anniversaire), à deux âges de sa vie.
Les deux timbres se-tenant sont dessinés par Guéorgui Chichkine. Mesurant chacun 4 × 3 cm, ils sont imprimés en héliogravure en feuille de cinq diptyques.

### Hélicoptère Maurice Léger
Le 4 mai, est émis un timbre de 1,15 € pour le centenaire du premier vol de l'hélicoptère de l'ingénieur français Maurice Léger, le 13 juin 1907. Cet appareil est choisi pour illustrer la partie haute du timbre car un de ses prototypes en demi-nature fut construit et souleva un individu le 28 avril 1905 au Musée océanographique de Monaco devant le prince Albert Ier. En dessous de la légende  imprimée en rouge, un autre hélicoptère d'allure plus moderne est représenté en un bleu plus clair que le bleu de l'hélicoptère de Léger.
Le timbre de 3 × 4 cm est dessiné par Sylvie Martignat et gravé par Yves Beaujard. Il est imprimé en taille-douce en feuille de dix.

### 47eFestival de télévision de Monte-Carlo
Le 4 mai, est émis un timbre de 2,90 € à l'occasion du 47e Festival de télévision de Monte-Carlo, organisé du 10 au 14 juin 2007. Le timbre reproduit l'affiche officielle qui met en scène le signe des boutons marche/arrêt des téléviseurs.
L'affiche de Zachary Harpur est imprimée sur un timbre de 3 × 4 cm imprimé en offset en feuille de dix.

## Juin

### Grande Bourse 2007 cartophilie, numismatique, philatélie
Le 25 juin, est émis un timbre de 0,49 € annonçant la sixième Grande Bourse annuelle, organisée le 30 septembre 2007. Il s'agit d'une manifestation créée en 1998 de rencontres entre collectionneurs et professionnels de cartophilie (carte postale), numismatique (monnaie) et philatélie (timbres). Ces trois collections sont représentées sur le timbre sous la forme d'une pièce de monnaie ancienne, d'une carte postale  du palais princier et d'un timbre dédié à un voyage en bateau à voile aux Spitzberg, disposés autour d'une enveloppe ouverte.
Le timbre de 3 × 4 cm est dessiné par Fabrice Monaci et est imprimé en offset et en sérigraphie en feuille de dix.

### XXIIeMonte-Carlo Magic Stars
Le 25 juin, est émis un timbre de 1,30 € pour annoncer la 22e édition des Monte-Carlo Magic Stars, concours et spectacle annuels de magie, organisé du 3 au 7 octobre 2007.. L'illustration montre un prestidigitateur de dos, portant cape rouge décorée d'étoiles et de clairs de lune, et entouré des accessoires traditionnels de sa discipline : jeu de cartes, deux colombes et un lapin.
Le timbre de 3 × 4 cm est dessiné par Elena Zaïka. Il est imprimé en offset en feuille de dix.

## Octobre

### Noël: Apparition à Bernadette Soubirous
Le 1er octobre, est émis un timbre de Noël de 0,54 € pour le 150e anniversaire de l'« apparition à Bernadette Soubirous en 1858 à Lourdes de la sainte Vierge ». L'illustration représente une jeune sous un voile bleu, des étincelles de lumière dans le bas de l'image.
Le timbre de 3 × 4 cm est dessiné par Luigi Castiglioni et imprimé en offset et sérigraphie en feuille de dix.

### SEPAC
Le 1er octobre, dans le cadre de la première émission conjointe de la Small European Postal Administration Cooperation regroupant de petites administrations postales d'Europe, est émis un timbre de 0,85 € présentant le paysage du Port Hercule vu depuis les hauteurs du quartier de La Condamine.
Le timbre de 5,2 × 4 cm est dessiné par Patrice Mérot et gravé par Yves Beaujard. Il est imprimé en taille-douce en rouge (mentions), bleu (le port et les bateaux) et brun (la ville), et en feuille de six exemplaires.

### 32eFestival international du Cirque de Monte-Carlo
Le 15 octobre, est émis un timbre de 0,60 € annonçant le 32e Festival international du cirque de Monte-Carlo, organisé du 17 au 27 janvier 2008. Le timbre reproduit l'affiche du festival : un Monsieur Loyal organisant les animaux du spectacle (chevaux, lion, tigre et éléphant).
L'illustration d'Elena Zaïka est mise en page sur un timbre de 3 × 4 cm imprimé en héliogravure en feuille de dix. La mention d'imprimerie « Phil@poste 2008 » signale l'appartenance du timbre au programme philatélique de 2008.

## Décembre

### Giacomo Puccini 1858-1924
Le 7 décembre, est émis un timbre de 1,40 € pour le 150e anniversaire de la naissance de Giacomo Puccini, illustré d'un portrait et de la signature du compositeur italien en bleu et des mentions inférieures en rouge.
Le portrait dessiné par Irio-Ottavio Fantini est gravé par Martin Mörck pour une impression en taille-douce en feuille de dix timbres de 3 × 4 cm. La mention d'imprimerie « Phil@poste 2008 » signale l'appartenance du timbre au programme philatélique de 2008.

## Timbre préoblitéré
Un timbre préoblitéré est destiné à l'affranchissement d'un envoi en grand nombre de plis identiques. La Poste française accorde un tarif unitaire préférentiel à ces envois selon le nombre et la superficie de la zone de destination dans le cadre du service Postimpact. Un peu tombée en désuétude à cause des marques d'affranchissement directement imprimées sur les enveloppes, il n'y a pas eu d'émissions de timbre préoblitéré à Monaco depuis la série des « quatre saisons du noyer » en mars 1992.

### Stenella coeruleoalba
Le 2 janvier, est émis un timbre préoblitéré dont la faciale est libellée : « Envoi en nombre / France moins de 35g » (soit 0,36 € au moment de l'émission) et avec dans le coin bas droit deux quarts de cercles portant les mentions « LA POSTE MONACO / OBLITÉRÉ ». Il permet d'affranchir un pli faisant partie d'une expédition de 400 lettres identiques vers les Alpes-Maritimes et les départements limitrophes ou de 1 000 lettres identiques partout en France. Sur un fond blanc, un dauphin bleu et blanc (Stenella coeruleoalba) saute au-dessus de la mer.
Le timbre de 4 × 3 cm est dessiné par Colette Thurillet et est imprimé en offset en feuille de dix exemplaires.

### Sources
- La presse philatélique française, dont les pages nouveautés de Timbres magazine,
- le catalogue de vente par correspondance de La Poste française.